# Flame Is Burning
Flame Is Burning é uma canção da cantora Yulia Somoylova. Foi anunciada a 12 de março de 2017 como sendo a representante da Rússia no Festival Eurovisão da Canção 2017, porém, a sua participação está em risco porque Samoylova foi banida pelos Serviços de Segurança da Ucrânia no dia 13 de março por ter alegadamente visitado ilegalmente a Crimeia (península que foi unilateralmente anexada pela Rússia da Ucrânia em 2014) em 2015, o que é ilegal perante a lei ucraniana. A 13 de abril de 2017, a Rússia decidiu anunciar a sua retirada do Festival Eurovisão da Canção 2017.